# 22730 Jacobhurwitz
22730 Jacobhurwitz è un asteroide della fascia principale. Scoperto nel 1998, presenta un'orbita caratterizzata da un semiasse maggiore pari a 2,5854769 UA e da un'eccentricità di 0,1161260, inclinata di 1,33284° rispetto all'eclittica.